# 山岩民居
山岩民居位於四川省甘孜州白玉縣，文物遺址年代判定為宋至民國。2012年7月16日公佈為第八批四川省文物保護單位。
山岩民居住于白玉縣蓋玉區山岩鄉，是山岩帕措文化（亦稱“戈巴勺的重要組成部分。“山岩”為藏語譯音，意為險惡之地。由於地理環境封閉，山岩保存了相對完整的帕措文化。“帕措文化”是以父系血緣為紐帶組成的宗族組織團體，其組織結構以“帕措”為主。“帕措”意為父系群體或父系制氏族部落，是指在特定的歷史條件和特殊的地理環境下，為了維護本氏族自身利益，以父系為紐帶延續而形成的一種父系氏族群體，距今已有上千年歷史。山岩民居包括22座完整民居，2座古民居遺址，4處轉經點，現存最早的建築為宋代。山岩“戈巴”古村落具有濃郁的民俗特色。山岩人為抵禦外敵，通常一個部落（家族）的房屋都建成城堡式，每一個家庭的確房與確房之間相互緊靠，連為一體，相互間有暗道連通，四層樓頂相互用一架獨木梯相連。牆體很厚，牆上有滕望孔、射擊孔；整個佈局體現出濃濃的以村為戰的痕跡。現射擊孔、地下通道保存較好。山岩“戈巴”古村落的喪葬習俗也很特別。長者去世後，在房內選一處牆角，挖一個洞，洞壁砌好柏技，將屍體五官塞滿酥油，赤身立於洞中，然後用泥將洞口封嚴，屍體長期葬於洞壁內不再移葬，遇有封泥脫落隨時糊補。目前山岩壁葬保存較好。山岩“戈巴”古村落承載著濃郁的康巴民俗文化信息，對於研究康巴民俗文化具有重要的價值。